# Donnie Darko
Donnie Darko este un film SF thriller psihologic american din 2001. Este regizat de Richard Kelly. În rolurile principale joacă actorii Jake Gyllenhaal, Drew Barrymore, Patrick Swayze, Wyle Noe, Jena Malone și Mary McDonnell. Filmul descrie aventurile personajului titular în căutarea sensului și semnificației din spatele viziunilor  tulburătoare pe care le are.
Având un buget de 4,5 milioane de dolari și filmat pe parcursul a 28 de zile, filmul nu a avut parte de succes la box office, aducând încasări totale de peste 4,1 milioane de dolari în întreaga lume. De atunci, filmul a primit recenzii favorabile din partea criticilor și a dezvoltat un cult mare, determinând lansarea unei versiuni regizorale pe două DVD-uri, o ediție specială lansată în 2004.

## Rezumat
În 1988, adolescentul Donnie Darko (Jake Gyllenhaal) merge la psihiatru din cauza trecutului său tulbure. Pe 2 octombrie, noaptea, Frank (James Duval), o apariție demonică în formă de iepure rânjit cu o voce stranie, hipnotică, îi spune să iasă din camera sa. Aflați afară, apariția îl atenționează că în 28 zile, 6 ore, 42 minute și 12 secunde, lumea se va sfârși. În timp ce Donnie este afară, un motor de avion se prăbușește din cer direct peste camera sa. În dimineața următoare, Dr. Fisher (Arthur Taxier) și Jim Cunningham (Patrick Swayze), un orator motivațional, îl găsesc pe Donnie dormind pe un teren de golf, cu cifre pe braț. Donnie se întoarce acasă unde găsește poliția și pompierii. Nimeni nu știe de unde a căzut motorul, din moment ce nu era planificată nicio cursă aeriană la acea oră și nicio companie de avioane nu a raportat că a pierdut vreun motor, seria motorului fiind găsită arsă și ilizibilă.
În ziua următoare, Donnie o întâlnește pe Gretchen Ross (Jena Malone), o elevă nouă care devine sursa interesului erotic al lui Donnie. În timp ce îl conduce pe Donnie la o ședință de terapie cu Dr. Lillian Thurman (Katharine Ross), tatăl său, Eddie (Holmes Osborne), evită în ultimul moment accidentarea unei femei în vârstă pe nume Roberta Sparrow (Patience Cleveland), o femeie aparent senilă cunoscut sub numele de "Mamaia Moartea". Dr. Thurman îi crește doza de medicamente prescrise lui Donnie și începe hipnoterapia. Frank continuă să apară și-l manipulează pe Donnie să comită o serie de infracțiuni. Frank îi spune, de asemenea, lui Donnie despre călătoria în timp în timp ce el se uita la un film cu Gretchen. Donnie inundă școală, fură arma tatălui său și arde casa lui Cunningham, unde pompierii descoperă "materiale pornografice infantile".
Donnie și sora sa mai mare, Elizabeth (Maggie Gyllenhaal), organizează o petrecere de Halloween pentru a sărbători vestea admiterii ei la Harvard, în timp ce tatăl lor este plecat la New York, iar mama lor, Rose (Mary McDonnell), și sora mai mică, Sam (Daveigh Chase), sunt plecate departe, la un concurs de dans. Gretchen vine în casa lui Donnie, plângând, deoarece mama ei a dispărut brusc, probabil din cauza amenințărilor tatălui ei vitreg, și se presupune că ea și Donnie au făcut sex pentru prima dată la acea petrecere. La miezul nopții, Donnie își dă seama că au trecut cele 28 de zile și au mai rămas doar 6 ore până la sfârșitul lumii. Donnie o vizitează pe "Mamaia Moartea", împreună cu Gretchen și doi prieteni. Ei sunt agresați de bătăușii liceului (Alex Greenwald și Seth Rogen) și Gretchen este lăsată inconștientă. O mașină o evită brusc pe "Mamaia Moartea", dar trece peste Gretchen, ucigând-o. În timp ce bătăușii fug, un bărbat purtând un costum de iepure iese din mașină, realizând ce s-a întâmplat. Acesta este Frank. Frank strigă la Donnie, care-l împușcă pe Frank în ochi cu pistolul furat al tatălui său. Donnie duce acasă  corpul neînsuflețit al lui Gretchen, îl pune în mașina familiei și pleacă în trombă. Dintr-o dată, Donnie, acum zâmbind, este înghițit de un vârtej. Donnie călătorește înapoi în timp - cu 28 de zile mai devreme - printr-o gaură de vierme.
Reîntors în timp, Donnie alege să stea în pat. El râde și în acel timp un motor de avion se prăbușește prin dormitorul lui, omorându-l. În timp ce trupul lui este luat în dimineața următoare, Gretchen trece pe acolo cu bicicleta și este informată de un băiat de vecinătate cu privire la ceea ce s-a întâmplat. Gretchen îi spune că ea nu-l cunoaște pe Donnie.

## Distribuție
- Jake Gyllenhaal - Donnie Darko
- Jena Malone - Gretchen Ross, prietena lui Donnie Darko
- Mary McDonnell - Rose Darko
- Holmes Osborne - Eddie Darko
- Katharine Ross - Dr. Lilian Thurman
- Maggie Gyllenhaal - Elizabeth Darko
- Daveigh Chase - Sam Darko
- James Duval - Frank
- Drew Barrymore - Karen Pomeroy
- Patrick Swayze - Jim Cunningham
- Noah Wyle - Dr. Kenneth Monnitoff
- Beth Grant - Kitty Farmer
- Stuart Stone - Ronald Fisher
- Alex Greenwald - Seth Devlin
- Seth Rogen - Ricky Danforth
- Patience Cleveland - Roberta Sparrow/Mamaia Moartea
- Jolene Purdy - Cherita Chen
- Ashley Tisdale - Kim
- Jerry Trainor - copilul Lanky
- David St. James - Bob Garland

## Recepție

### Box office
Donnie Darko a fost prezentat pentru prima oară la Festivalul de Film Sundance la 19 ianuarie 2001 și a fost lansat la cinematografele din SUA în octombrie 2001. Vizionat în doar 58 de cinematografe, filmul a adus încasări de 110.494 $ în primul week-end.
În ciuda răspunsului comercial slab, filmul a început să atragă o bază de fani devotați. El a fost lansat inițial pe VHS și DVD în martie 2002.

### Recepție critică
Filmul a primit laude pe scară largă — el are un rating de 85% pe situl Rotten Tomatoes (versiunea regizotală are 91%), în timp ce pe Metacritic are un scor de 88/100. Criticul Andy Bailey a considerat Donnie Darko ca "surpriza de la Sundance" care "nu este stricat de forțele de la Hollywood care au ajutat la nașterea acestuia". Criticul Andrew Johnston, scriind în Us Weekly, l-a citat ca unul dintre filmele excelente de la Sundance în 2001, descriindu-l ca "un amestec impetuos de science fiction, spiritualitate și angoasă adolescentină".

## Premii și nominalizări
- 2001 — Richard Kelly a câștigat premiul pentru cel mai bun scenariu la Festivalul Internațional de Film de la Sitges și la San Diego Film Critics Society. Donnie Darko a câștigat premiul publicului pentru cel mai bun film la Festivalul de Film Fantastic din Suedia. Filmul a fost nominalizat la premiul pentru cel mai bun film la Festivalul Internațional de Film al Cataloniei și pentru "Marele Premiu al Juriului" la Festivalul de Film Sundance.
- 2002 — Donnie Darko a câștigat "Premiul Special" la Adunarea Tinerilor Creatori de Film de la Academy of Science Fiction, Fantasy and Horror Films. Filmul a câștigat "Premiul Silver Scream" la Festivalul de Film Fantastic de la Amsterdam. Kelly a fost nominalizat pentru "cel mai bun prim film" și "cel mai bun prim scenariu" cu Donnie Darko, precum și Jake Gyllenhaal a fost nominalizat pentru "cea mai bună interpretare masculină" la Premiile Independent Spirit. Filmul a fost, de asemenea, nominalizat pentru "cel mai bun film de debut" la Premiile Online Film Critics Society.
- 2003 — Jake Gyllenhaal a câștigat premiul pentru cel mai bun actor și Richard Kelly premiul pentru cel mai bun scenariu original pentru Donnie Darko la Premiile Chlotrudis, la care Kelly a mai fost nominalizat și la categoriile "cel mai bun regizor" și "cel mai bun film".
- 2005 — Donnie Darko s-a clasat în topul 5 My Favourite Film, un sondaj australian organizat de ABC.[8]
- 2006 — Donnie Darko s-a clasat pe locul 9 în topul 50 Films to See Before You Die al FilmFour.[9]

Alte premii
- locul 14 în lista Entertainment Weekly a celor mai bune 50 de filme cu liceeni Arhivat în 27 mai 2013, la Wayback Machine..
- locul 2 în lista revistei Empire celor mai bune filme independente ale tuturor timpurilor.
- locul 53 în sondajul din 2008 al revistei Empire al celor mai bune 500 de filme ale tuturor timpurilor.

## Continuare
O continuare din 2009, S. Darko, o are în centrul său pe Sam, sora mai mică a lui Donnie. Sam începe să aibă vise ciudate despre o catastrofă majoră. Regizorul Richard Kelly a declarat că el nu are nici o implicare în această continuare, că el nu deține drepturile de autor asupra filmului original. Chase și producătorul Adam Fields sunt singurele legături între acesta și filmul original. Continuarea a primit recenzii extrem de negative.